# Manuel Fernández Amado
Manuel Fernández Amado (Ferrol, La Coruña, España, 14 de mayo de 1950) es un exfutbolista español que se desempeñaba como centrocampista.

## Clubes
| Club                  | País   | Año       |
| --------------------- | ------ | --------- |
| Racing Club de Ferrol | España | 1970-1971 |
| R. C. Celta de Vigo   | España | 1972-1975 |
| R. C. D. Español      | España | 1975-1981 |
| C. D. Castellón       | España | 1981-1982 |